# Clinton Larsen
Clinton Larsen (Durban, 17 febbraio 1971) è un allenatore di calcio ed ex calciatore sudafricano di ruolo centrocampista.

## Carriera

### Allenatore
Ha allenato nella prima divisione sudafricana.

## Palmarès

### Allenatore

#### Competizioni nazionali
- Coppa di Lega sudafricana: 2

Bloemfontein Celtic: 2012
Magesi: 2024